# جان باتيست ليو
جان باتيست ليو (بالفرنسية: Jean-Baptiste Léo)‏ هو لاعب كرة قدم فرنسي، ولد في 3 مايو 1996 في فرنسا. لعب مع باس جيانينا.

## وصلات خارجية
- جان باتيست ليو على موقع قاعدة بيانات كرة القدم.إي يو (الإنجليزية)
- جان باتيست ليو على موقع Soccerway.com (الإنجليزية)